# (24212) 1999 XW59
(24212) 1999 XW59 est un astéroïde troyen de Jupiter découvert en 1999.

## Description
(24212) 1999 XW59 a été découvert le 7 décembre 1999 à l'observatoire Magdalena Ridge, situé dans le comté de Socorro, au Nouveau-Mexique (États-Unis), par le projet Lincoln Near-Earth Asteroid Research (LINEAR).

### Caractéristiques orbitales
L'orbite de cet astéroïde est caractérisée par un demi-grand axe de 5,7 UA, un périhélie de 4,85 UA, une excentricité de 0,04 et une inclinaison de 7,24° par rapport à l'écliptique. Du fait de ces caractéristiques, à savoir un demi-grand axe compris entre 4,6 et 5,5 UA et un périhélie inférieur à 0,3 UA, il est classé, selon la JPL Small-Body Database, astéroïde troyen de Jupiter du camp troyen. Il est situé au point de Lagrange L4 du système Soleil-Jupiter.

### Caractéristiques physiques
(24212) 1999 XW59 a une magnitude absolue (H) de 12,1 et un albédo estimé à 0,279.